# Oleksandra Fomina
Oleksandra Oleksandrivna Fomina (in ucraino Олександра Олександрівна Фоміна?; Luhans'k, 4 maggio 1975) è una pallavolista ucraina.
Gioca nel ruolo di libero nel Rabitə Bakı Voleybol Klubu.

## Carriera
La carriera di Alexandra Fomina inizia nel 1991, tra le file del Volejbol'nyj Klub Lokomotiv Dnipro. Un anno dopo viene ingaggiata dalla squadra della sua città natale, il Volejbol'nyj Klub Iskra Luhans'k, dove gioca per sette stagioni, vincendo per ben cinque volte il campionato ucraino. Nel 1999 viene ingaggiata dal Volejbol'nyj Klub Khimvolokno Čerkasy, con cui vince nuovamente il campionato e si aggiudica la Coppa d'Ucraina.
Nella stagione 2000-01 va a giocare nel Racing Club de Cannes, dove resta per quattro stagioni, aggiudicandosi per altrettante volte il campionato francese, vincendo per tre volte la Coppa di Francia e, soprattutto, vincendo due edizioni della Champions League consecutivamente. Dal 2000 fa parte della nazionale ucraina, con cui non ha mai raggiunto grandi traguardi.
Nel 2005 torna a giocare in Ucraina nel Krug Volejbol'nyj Klub, con cui disputa solo gli ultimi due mesi della stagione, vincendo campionato e coppa nazionale. Sempre nel 2005, torna a giocare nel Racing Club de Cannes, dove vince numerosi campionati e Coppa di Francia.
Nella stagione 2012-13 viene ingaggiata dal Rabitə Bakı Voleybol Klubu.

## Palmarès

### Club
- Campionato ucraino: 7

1993-94, 1994-95, 1995-96, 1996-97, 1998-99, 1999-00, 2004-05
- Campionato francese: 11

2000-01, 2001-02, 2002-03, 2003-04, 2005-06, 2006-07, 2007-08, 2008-09, 2009-10, 2010-11,
2011-12
- Campionato azero: 1

2012-13
- Coppa d'Ucraina: 2

1999-00, 2004-05
- Coppa di Francia: 10

2000-01, 2002-03, 2003-04, 2005-06, 2006-07, 2007-08, 2008-09, 2009-10, 2010-11, 2011-12
- Champions League: 2

2001-02, 2002-03

### Premi individuali
- 2003 - Champions League: Miglior difesa
- 2009 - Pro A: Miglior ricevitrice